# Tibor Csík
Pour les articles homonymes, voir Csik.
Dans le nom hongrois Csík Tibor, le nom de famille précède le prénom, mais cet article utilise l’ordre habituel en français Tibor Csík, où le prénom précède le nom.
Tibor Csík est un boxeur hongrois né le 2 septembre 1927 à Jászberény et mort le 22 juin 1976 à Sydney, Australie.

## Carrière
Champion de Hongrie amateur poids plumes en 1946 et poids coqs en 1948, il devient la même année champion olympique de la catégorie aux Jeux de Londres après sa victoire en finale contre l'Italien Gianni Zuddas.

## Parcours auxJeux olympiques
Jeux olympiques d'été de 1948 à Londres (poids coqs) :
- Bat Manoel do Nascimento (Brésil) par disqualification
- Bat Santiago Rivera (Pérou) aux points
- Bat Jimmy Carruthers (Australie) par forfait
- Bat Juan Venegas (Porto Rico) aux points
- Bat Gianni Zuddas (Italie) aux points